# 6511-es mellékút (Magyarország)
A 6511-es számú mellékút egy négy számjegyű, valamivel több, mint 17 kilométeres mellékút Somogy vármegye északkeleti részén. Tab és a környező települések legfontosabb megközelítési útvonala.

## Nyomvonala
A 65-ös főútból ágazik ki, annak 66+700-as kilométerszelvénye közelében, Som közigazgatási területén, a községtől öt kilométerre délre fekvő Daránypuszta mellett. Végig nagyjából párhuzamosan halad a MÁV 35-ös számú Kaposvár–Siófok-vasútvonalával és a Kis-Koppány patakkal; kezdeti szakaszán nyugatnak indul, majd idővel inkább délnyugat felé veszi az irányt. Másfél kilométer után lép Bábonymegyer területére, ott szinte egyből lakott területeken halad, először Koppánymegyer, majd Nagybábony településrészét érintve. A település keleti felében Szent István utca néven húzódik, közben ismét inkább nyugati irányt vesz; Bábonymegyer megállóhely mellett már így halad el, nagyjából 3,8 kilométer után. A település területén észak és dél felé is kiágazik belőle egy-egy alsóbbrendű út, az előbbi korábban a 65 141-es számozást viselte, jelenleg mindkettő önkormányzati útnak minősül. A megállóhelytől nyugatra fekvő falurészben már Attila utca a neve, így lép ki a belterületről, 4,7 kilométer után.
6,5 kilométer után éri el Bábonymegyer, Tab és Tengőd hármashatárát, rövid szakaszon Tab és Tengőd határvonalát kíséri, majd a hetedik kilométere előtt teljesen Tab területére lép. 8,6 kilométer után éri el a kisváros keleti ipari parkját, elhalad a Flextronics International Kft. telephelye mellett, Munkás utca néven, majd 9,5 kilométer után kiágazik belőle a rövidke 65 307-es út, Tab vasútállomásra és a mellette lévő autóbusz-állomás felé. Alig 150 méterrel ezután egy körforgalomba ér: onnan indul ki északnyugat felé a 6501-es út, Zamárdi irányába, a 6511-es pedig délnyugatnak folytatódik, Kossuth Lajos utca néven. A 10+350-es kilométerszelvényénél újabb elágazáshoz érkezik, itt torkollik bele délkeleti irányból a 6509-es út, közel 15 kilométer megtétele után, Iregszemcse felől.
11,5 kilométer után lép ki Tab házai közül, majd 11,8 kilométer után egy újabb elágazáshoz ér: ezúttal észak-északnyugati irányban ágazik ki belőle a 65 122-es út, Zala község felé. A 15. kilométere után lép át Kapoly területére, majd néhány lépéssel arrébb kiágazik belőle észak felé a 65 123-as út, ez vezet Kapoly központjába; a 15+350-es kilométerszelvénye táján pedig beletorkollik dél felől a 6516-os út, 13,6 kilométer után Törökkoppány felől. A 6505-ös úthoz csatlakozva ér véget, annak 45+300-as kilométerszelvényénél, Kapolypuszta településrész északkeleti szélénél.
Teljes hossza, az országos közutak térképes nyilvántartását szolgáló kira.gov.hu adatbázisa szerint 17,200 kilométer.

## Települések az út mentén
- Som
- Bábonymegyer
- Tab
- Kapoly

## = Jegyzetek
- Közlekedési Információs Rendszer és Adatbázis. kira.kozut.hu. Közlekedésfejlesztési Koordinációs Központ. (Hozzáférés: 2019. november 6.)
- Fejér megye térképe 1:150 000. Készítette és kiadta a Nyír-Karta Bt., adatok lezárva: 2004. január